# Cultura della ceramica colorata in ocra

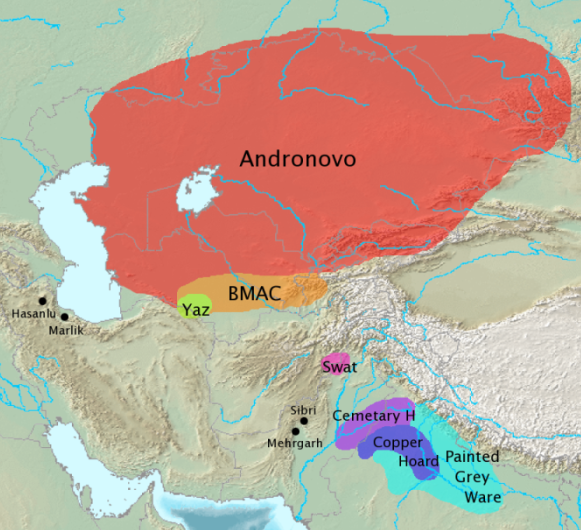
La cultura della ceramica colorata in ocra è evidenziata in blu (Copper Hoard).

La cultura della ceramica colorata in ocra è una cultura dell'età del bronzo risalente al II millennio a.C. originatasi nella pianura Indo-Gangetica. Fu contemporanea e successiva alla civiltà della valle dell'Indo. La cultura della ceramica colorata in ocra segna l'ultima fase dell'età del bronzo nell'India settentrionale e venne succeduta dalle culture dell'età del ferro della ceramica nera e rossa e della ceramica grigia dipinta. 

## Depositi di rame

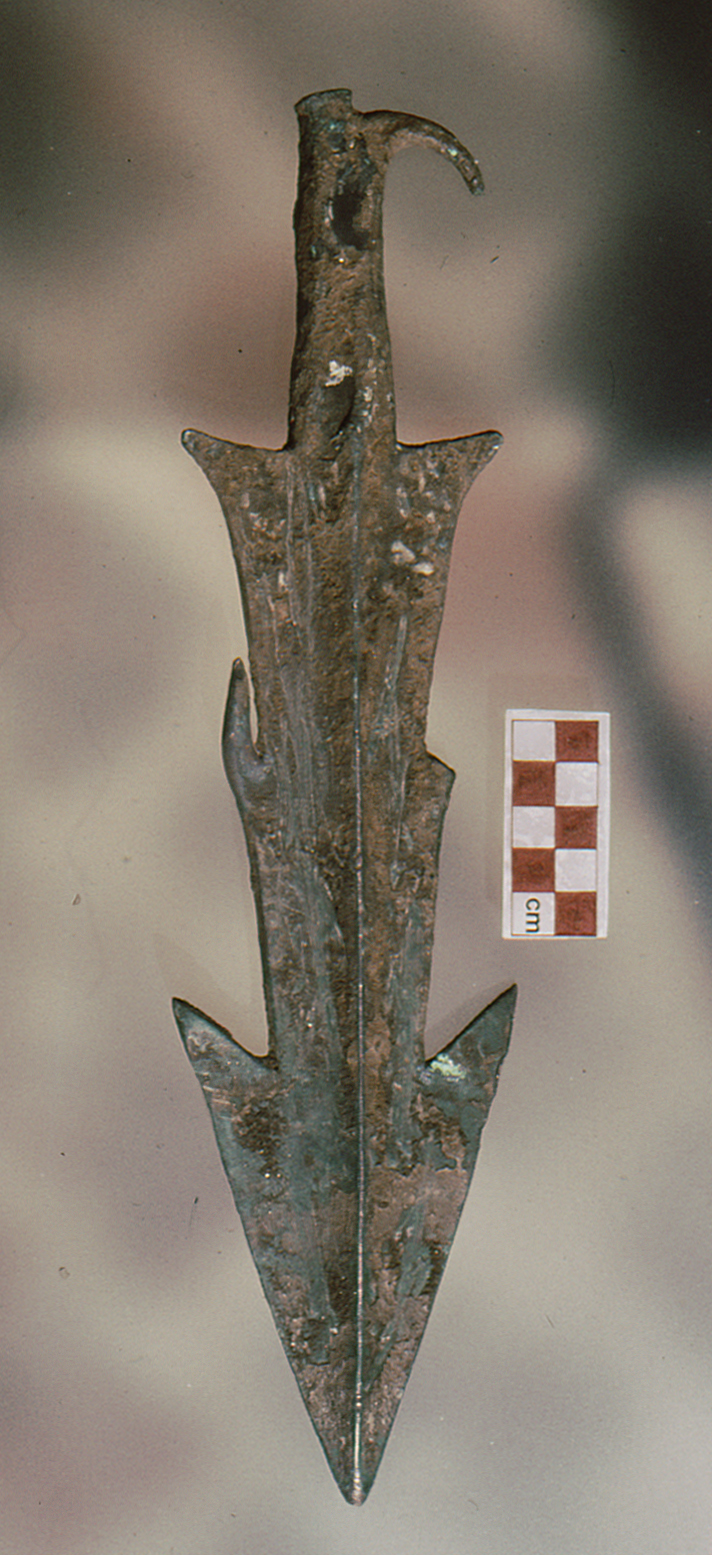
Oggetto in rame da Rewari

Il termine "depositi di rame" si riferisce a vari artefatti in rame rinvenuti nella parte settentrionale del subcontinente indiano datati al II millennio a.C. . In base alle differenze sono stati identificati diversi gruppi regionali; ognuno di essi mostra caratteristiche proprie.

## Collegamenti culturali irrisolti
Alcuni studiosi vedono la cultura della ceramica colorata in ocra come una fase tarda e impoverita della civiltà di Harappa mentre altri la considerano come una diversa cultura indigena non relazionata a quella di Harappa. Assieme alla cultura del cimitero H e alla cultura dello Swat, una parte degli studiosi associa questa cultura alla formazione della civiltà vedica.